# Matupi (Birmanie)
Matupi (birman : မတူပီမြို့ ; MLCTS : ma. tu pi , prononcé [mətùbì mjo̰]) est la ville principale du canton de Matupi (en), dans l'État Chin, dans l'ouest de la Birmanie. Il y a six grandes tribus chins vivant à Matupi : les tribus Matu (en), Mara (en) (Tlosai, Hlaipao, Hawthai, Sizo, etc.), Dai (en), Zotung (en), Lautuv et Khumi.

## Histoire
Parmi les villages de l'État Chin, Matupi (anciennement connu sous le nom de village de Batupuei) était le plus grand et le plus peuplé. La British Gazette mentionnait qu'il y avait plus de 1 000 maisons, dont des rizières, dans le village de Batupuei entre 1900 et 1930. Sous la domination britannique, le canton est rattaché au district de Hakha (en). Le ministère de l'Intérieur et des Affaires religieuses accorde à Matupi le statut de canton le 22 mars 1948.
Batu désigne les habitants de Matupi, dans l'État Chin, en Birmanie. Batu est un groupe ethnique du sud de l'État Chin, nommé d'après les descendants de Batu, le premier colon du village. Le nom Batupuei vient de Batu, le nom du premier colon, et de Puei qui signifie "grand". Selon certains experts locaux de la tribu Batu, le nom Matupi dériverait de Batupuei (Badupi). Cependant, en raison d'une mauvaise interprétation de l'orthographe : Ba en Ma et Puei en Pi en caractères birmans, Matupi devient le nom le plus utilisé, sans aucune signification historique.
La tribu Batu migre du centre de la Birmanie ou du nord de Matupi, après avoir migré de Chine avec les chins. Certains chins s'installent le long de la rivière Chindwin et en Birmanie centrale, tandis que d'autres continuent à chercher refuge dans les régions montagneuses et vallonnées. Les chins vivant dans les plaines se surnommaient « chin Asho (en) », tandis que ceux qui s'installent dans les régions montagneuses de l'ouest se surnommaient « chin des collines ». La tribu Batu est l'une des tribus chin qui vivent autrefois dans le delta de la rivière Chindwin, avant de migrer vers l'ouest de la Birmanie.
La ville est prise par l'Alliance de la Confrérie Chin le 13 juin 2024 pendant la guerre civile birmane. Au cours des affrontements ultérieurs entre la Confrérie Chin et l'armée, ils affrontent également l'Armée nationale Chin, les deux groupes rebelles rivaux accusant l'autre d'avoir déclenché les combats.

## Transports

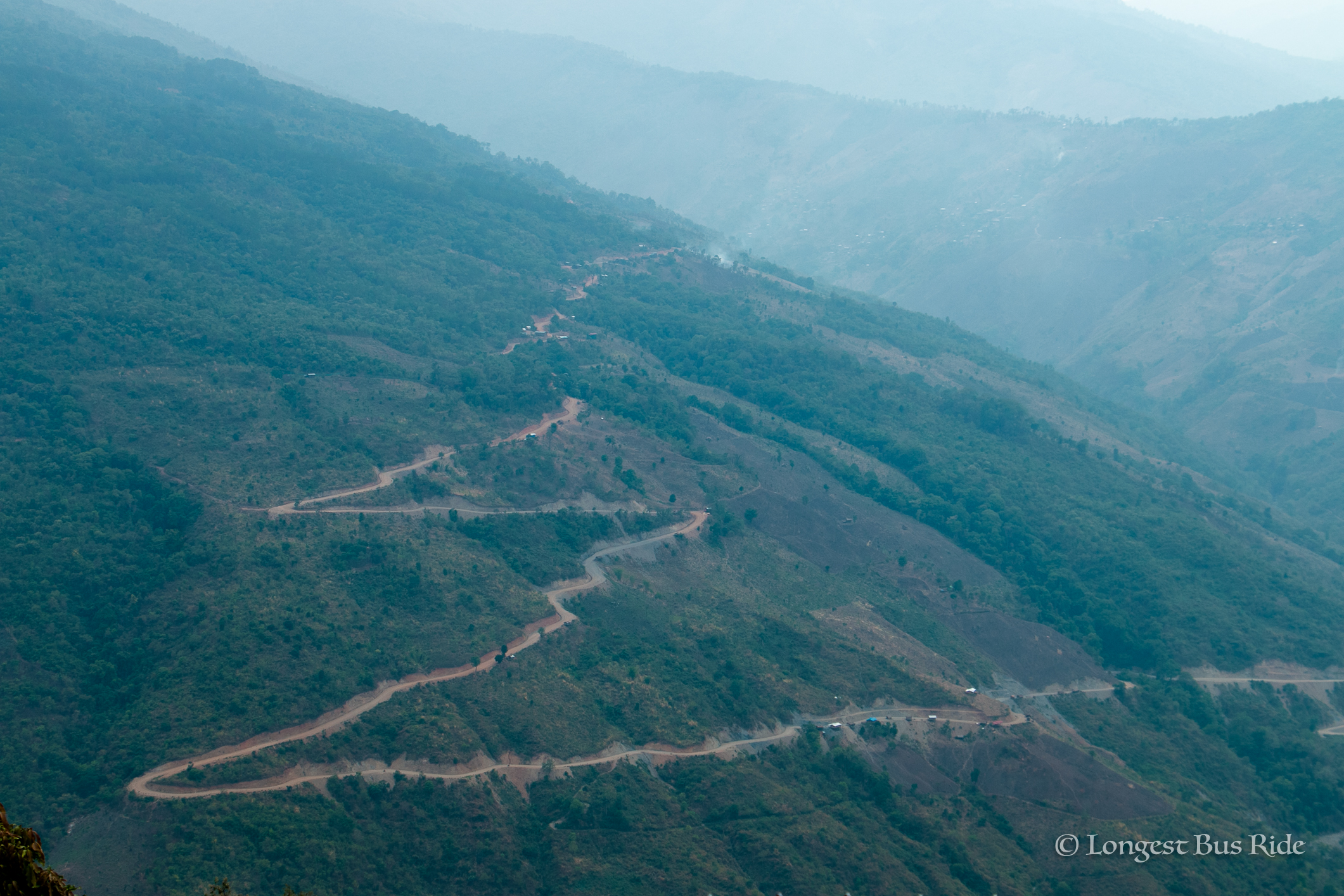
Route près de Mindat, qui se situe entre Matupi et Pakokku.

Deux routes partent de Matupi. La première mène à Mindat (164 km) et la seconde à Hakha (278 km). Selon la météo, des bus font l'aller-retour hebdomadaire entre Pakokku, situé dans la région de Magway, et Matupi, mais il arrive que des bus circulent entre Matupi et Pakokku plus d'une fois par semaine.
Les minibus partent de la gare routière n°8 de Pakkokku pour Matupi presque tous les matins à partir de 7 h 0, en passant par Mindat. La route menant à Mindat est goudronnée et sinueuse, puis semi-goudronnée et beaucoup plus accidentée de Mindat à Matupi. Les minibus reviennent de Matupi à Pakokku chaque matin. Le trajet de Pakokku à Matupi dure de 12 à 18 heures, selon la météo, les problèmes de moteur, etc. Les minibus voyagent souvent par groupes de 2 à 4, voire plus, afin de se soutenir mutuellement en cas de problème de moteur, etc., entre Mindat et Matupi. Deux grands ponts surplombant les rivières sont construits ces 18 derniers mois, améliorant ainsi l'accessibilité entre Pakokku et Matupi [en mai 2016].
De temps en temps, des voitures privées peuvent également circuler entre Pakokku et Matupi et vice versa.
Les deux routes menant à Matupi ne sont pas des routes bien pavées.